# أجوسي أولوسيغن
أجوسي أولوسيغن (بالإنجليزية: Ajose Olusegun) (مواليد 6 ديسمبر 1979) هو ملاكم نيجيري، مثّل بلاده في الألعاب الأولمبية الصيفية 2000.

## وصلات خارجية
أجوسي أولوسيغن على موقع بوكس ريك (الإنجليزية) (registration required)
- أجوسي أولوسيغن على موقع أوليمبيديا (الإنجليزية)